# Theobald al II-lea de Bar
Theobald al II-lea (n. 1221–d. 1291) a fost conte de Bar de la 1239 până la moarte.
Teobald era fiul contelui of Henric al II-lea de Bar cu Filipa de Dreux. El a devenit conte de Bar după ce tatăl său a căzut ucis în Țara Sfântă la 13 noiembrie 1239, însă vestea morții lui Henric a ajuns abia la începutul lui 1240. Dat fiind că Teobald era încă minor, mama sa a guvernat ca regentă până la 17 martie 1242.
Teobald al II-lea a fost căsătorit în două rânduri, prima dată în 1245 cu Ioana de Dampierre, fiica lui Guillaume al II-lea de Dampierre cu Margareta a II-a de Flandra, care se aflau la conducerea comitatului de Flandra. Cei doi au fost logodiți din 3 mai 1243, căsătorindu-se doi ani mai târziu, în martie sau în 31 august 1245. Căsătoria a fost de scurtă durată și fără copii. În anul următor, în 1246, Teobald s-a recăsătorit cu Ioana de Toucy, fiică a seniorului Ioan de Toucy, de Saint-Fargeau și de Puisaye cu soția acestuia, Ema de Laval. Cu cea dea a doua soție, Teobald a avut circa 15 copii:
- Henric, succesor în comitatul de Bar; căsătorit cu prințesa Eleonora de Anglia
- Ioan, senior de Puisaye, căsătorit cu Ioana de Dreux, fiica lui Robert al IV-lea de Dreux cu contesa Beatrice de Montfort
- Carol, decedat de tânăr
- Teobald, ales episcop de Metz în 1296; episcop de Liège în 1302; ucis în luptă în Roma la 26 mai 1312; înmormântat în Bazilica Sfântul Petru din Roma
- Reginald, canonic la Reims, Beauvais, Cambrai, Laon și Verdun; arhidiacon la Bruxelles și Besançon; episcop de Metz din 1302; ucis prin otrăvire
- Erard, călugăr până în 1292, apoi senior de Pierrepont și de Ancerville până în 1302; căsătorit cu Isabela de Lorraine, fiica ducelui Teobald al II-lea de Lorena cu Isabela de Rumigny
- Petru, senior de Pierrefort din 1300; Herr zu Bettingen ("senior de Bettingen"), 1326/1334; căsătorit mai întâi cu Ioana de Vienne, fiica lui Ugo de Vienne, senior de Longwy și de Pagny; recăsătorit cu Eleonora de Poitiers-Valentinois
- Filipa, căsătorită cu Otto al IV-lea, conte de Burgundia
- Alice, căsătorită cu ducele Matia al II-lea de Lorena, senior de Beauregard, fiul ducelui Frederic al II-lea de Lorena
- Maria, căsătorită cu Gobert, senior de Aspremont
- Isabela
- Iolanda
- Margareta
- Filip
- Henrieta